# Anapidae

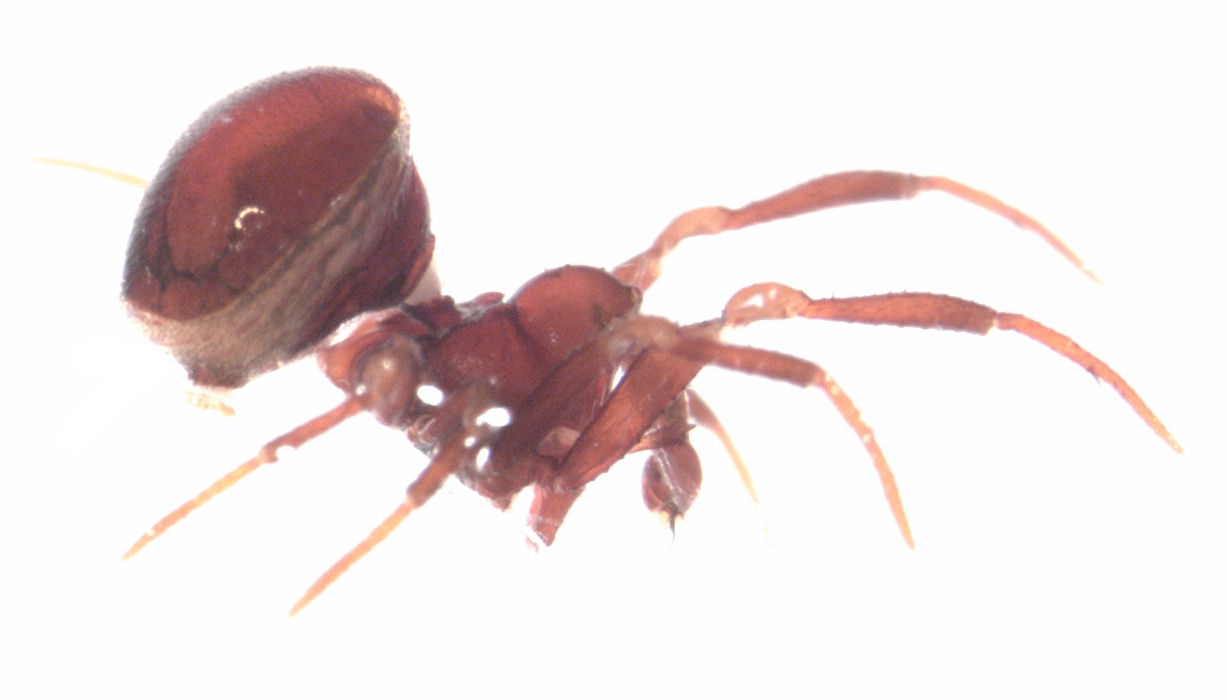
Samiec Novanapis spinipes; widok boczny

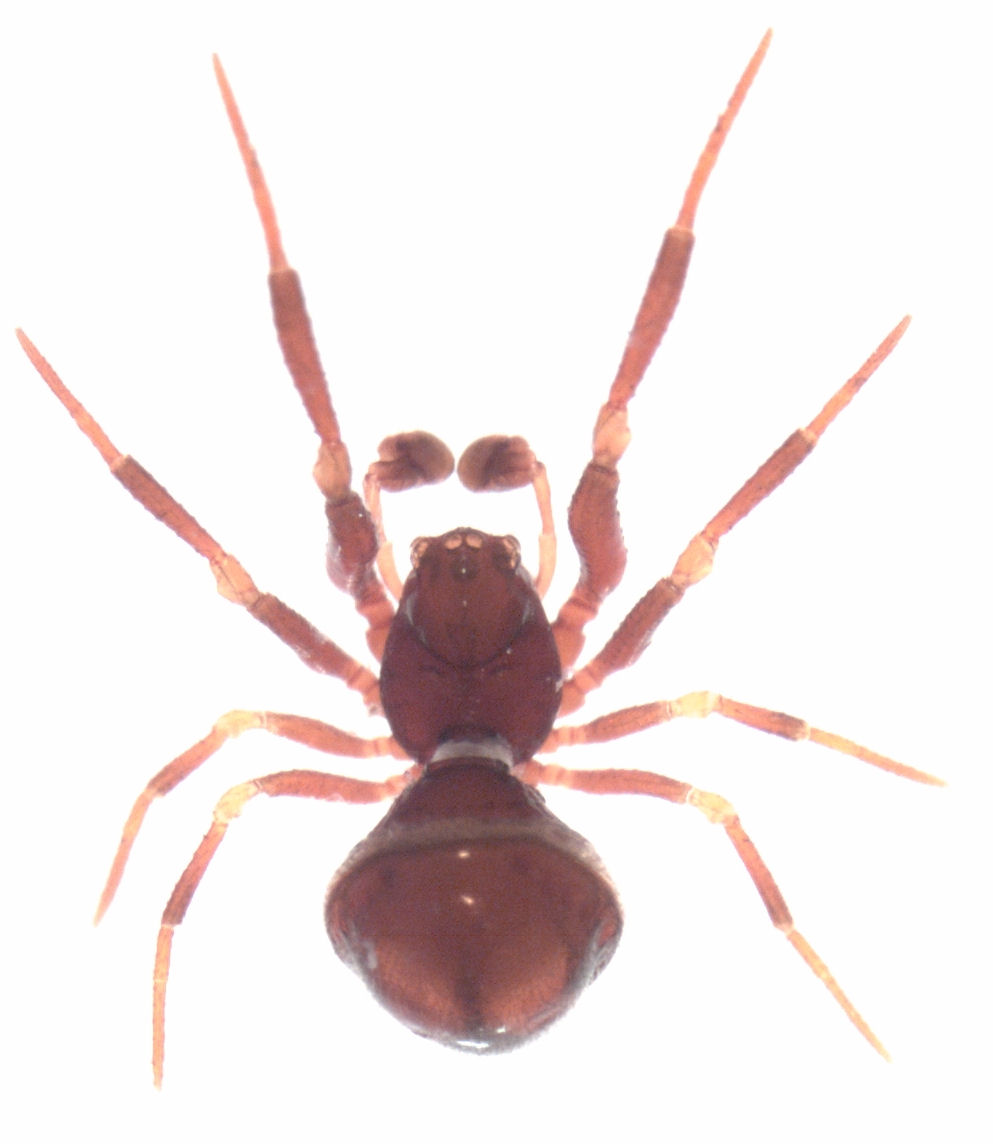
Samiec Novanapis spinipes; widok grzbietowy

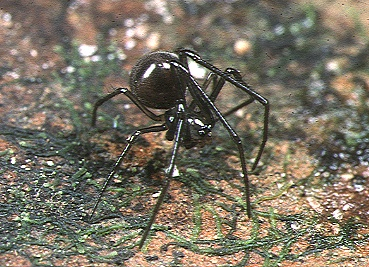
Samiec Conoculus lyugadinus

Anapidae – rodzina pająków z podrzędu Opisthothelae i infrarzędu Araneomorphae. Obejmuje ponad 250 opisanych gatunków, cechujących się drobnymi rozmiarami i silnie wyniesioną głowową częścią karapaksu. Rozsiedlone są kosmopolitycznie, ale głównie w tropikach i strefie umiarkowanej półkuli południowej. Zamieszkują dno wilgotnych lasów. Znane od paleogenu. 

## Morfologia
Należą tu drobne pająki o ciele długości poniżej 2 mm, ubarwionym w różnych odcieniach brązu, żółtawego brązu, szarości lub błyszcząco czarno. Karapaks cechuje modyfikacja, w postaci silnie wyniesionej części głowowej. Oczy pary środkowo-przedniej są zredukowanych rozmiarów i wówczas oczu jest ośmioro albo są całkiem zanikłe i wówczas oczu jest sześcioro. Liczne gatunki mają w przednio-bocznych kątach nadustka dołki z polami gruczołowymi. Większość gatunków ma na przedzie wargi górnej ostrogę wchodzącą między szczękoczułki. U większości gatunków łącznik (pedicel) osadzony jest w obrzeżonym wpukleniu tylnej ściany karapaksu. Szczękoczułki zaś mają ząbki na obu krawędziach. Sternum jest tak szerokie jak długie lub dłuższe niż szersze. Kolejność par odnóży od najdłuższej do najkrótszej przedstawia się następująco: IV, I, II, III albo I, IV, II, III. Odnóża zakończone są trzema ząbkowanymi pazurkami; jedynie na dwóch początkowych parach odnóży Holarchaea pazurki są zredukowane. U większości organ tarsalny jest ukryty i wysklepiony. Opistosoma (odwłok) jest zwykle kulisty lub jajowaty. Z wyjątkiem Holarchaea oskórek opistosomy zawiera liczne sklerotyzacje, które, zwłaszcza u samców, przybierać mogą formę jednej lub więcej tarczy (skutum) na wierzchu oraz skutum wentralnego na spodzie, często otaczającego łącznik. Opistosoma wyposażona jest w sześć kądziołków przędnych, dobrze rozwinięty stożeczek, natomiast pozbawiona jest siteczka przędnego. Aparat kopulacyjny na nogogłaszczkach samca może być rozmaicie wykształcony. U samicy płytka płciowa może być rozwinięta w różnym stopniu, natomiast wewnętrzne narządy rozrodcze zwykle obejmują parę spermatek.

## Ekologia i występowanie
Rodzina kosmopolityczna, ale najliczniej reprezentowana w lasach strefy tropikalnej i strefy umiarkowanej półkuli południowej. W Europie stwierdzono 5 gatunków. Z terenu Polski nie wykazano żadnego, ale jeden gatunek, Comaroma simoni, występuje w krajach ościennych: Niemczech, Czechach i Słowacji.
Przedstawiciele rodziny prowadzą skryty tryb życia. Zasiedlają głównie warstwę ściółki, mchów i niskich paproci na dnie wilgotnych lasów. Niektóre gatunki konstruują drobne, koliste, poziomo zorientowane sieci łowne o średnicy od 2 do 3 cm, w części środkowej stożkowato wypchnięte. Sieci te zlokalizowane są w warstwie ściółki lub nad powierzchnią wody. Szczególnym przypadkiem jest Sofanapis – chilijski endemit, będący nieobligatoryjnym kleptopasożytem Austrochilinae. Żyje on grupowo w sieciach swoich gospodarzy, żerując na zdobyczy, która w nie wpada.

## Taksonomia i filogeneza
Takson ten wprowadzony został w 1895 roku przez Eugène’a Simona. Bardziej współczesny jego zakres zdefiniowany został w 1977 roku przez Raymonda R. Forstera i Normana I. Platnicka. W 1989 ci sami autorzy zrewidowali Anapidae Australazji i umiarkowanej Ameryki Południowej, opisując liczne nowe rodzaje i gatunki. Jörg Wunderlich w 1986 proponował synonimizację z Anapidae rodzin Symphytognathidae i Mysmenidae, jednak w 2011 sam ten pomysł odrzucił. W 2003 roku Karin Schütt zsynonimizowała z Anapidae rodzinę Micropholcommatidae, a w 2017 Dimitar Dimitrow i współpracownicy monotypową rodzinę Holarchaeidae. W 2017 Ward Wheeler i współpracownicy opublikowali wyniki wielkoskalowej, molekularnej analizy filogenetycznej, które potwierdzają słuszność takich kroków, silnie wspierając monofiletyzm Anapidae obejmujących Micropholcommatinae i Holarchaea. Jako grupę siostrzaną dla Anapidae wskazują one Symphytognathidae.
W zapisie kopalnym znane od paleogenu.
Do rodziny tej należy 231 opisanych gatunków współczesnych, zgrupowanych w 58 rodzajach oraz 24 gatunki wymarłe, zgrupowane w 8 rodzajach:

- Acrobleps Hickman, 1979
- Algidiella Rix & Harvey, 2010
- Anapis Simon, 1895
- Anapisona Gertsch, 1941
- Austropholcomma Rix & Harvey, 2010
- †Balticonopsis Wunderlich, 2004
- Borneanapis Snazell, 2009
- Caledanapis Platnick & Forster, 1989
- Chasmocephalon O. P-Cambridge, 1889
- Comaroma Bertkau, 1889
- Conculus Komatsu, 1940
- Crassanapis Platnick & Forster, 1989
- Crozetulus Hickman, 1939
- Dippenaaria Wunderlich, 1995
- †Dubianapis Wunderlich, 2004
- Elanapis Platnick & Forster, 1989
- Enielkenie Ono, 2007
- Eperiella Rix & Harvey, 2010
- Epigastrina Rix & Harvey, 2010
- Eterosonycha Butler, 1932
- †Flagellanapis Wunderlich, 2004
- Forsteriola Brignoli, 1981
- †Fossilanapis Wunderlich, 2004
- Gaiziapis Miller, Griswold & Yin, 2009
- Gertschanapis Platnick & Forster, 1990
- Gigiella Rix & Harvey, 2010
- Guiniella Rix & Harvey, 2010
- Hickmanapis Platnick & Forster, 1989
- Mandanapis Platnick & Forster, 1989
- Maxanapis Platnick & Forster, 1989
- Metanapis Brignoli, 1981
- Micropholcomma Crosby & Bishop, 1927
- Minanapis Platnick & Forster, 1989
- Montanapis Platnick & Forster, 1989
- Normplatnicka Rix & Harvey, 2010
- Nortanapis Platnick & Forster, 1989
- Novanapis Platnick & Forster, 1989
- Octanapis Platnick & Forster, 1989
- Olgania Hickman, 1979
- †Paleoanapis Wunderlich, 1988
- Paranapis Platnick & Forster, 1989
- Patelliella Rix & Harvey, 2010
- Pecanapis Platnick & Forster, 1989
- Pseudanapis Simon, 1905
- Pua Forster, 1959
- Queenslanapis Platnick & Forster, 1989
- Raveniella Rix & Harvey, 2010
- Rayforstia Rix & Harvey, 2010
- Risdonius Hickman, 1939
- †Ruganapis Wunderlich, 2004
- †Saxonanapis Wunderlich, 2004
- Sheranapis Platnick & Forster, 1989
- Sinanapis Wunderlich & Song, 1995
- Sofanapis Platnick & Forster, 1989
- Spinanapis Platnick & Forster, 1989
- Taliniella Rix & Harvey, 2010
- Taphiassa Simon, 1880
- Tasmanapis Platnick & Forster, 1989
- Teutoniella Brignoli, 1981
- Tinytrella Rix & Harvey, 2010
- Tricellina Forster & Platnick, 1989
- †Tuberanapis Wunderlich, 2004
- Victanapis Platnick & Forster, 1989
- Zangherella Caporiacco, 1949
- Zealanapis Platnick & Forster, 1989